# Chung Hyeon
Chung Hyeon (kor.: 정현; * 19. Mai 1996 in Seoul) ist ein südkoreanischer Tennisspieler.

## Karriere
2008 sah der elfjährige Chung mit dem Australian-Open-Sieg von Novak Đoković sein erstes Tennis-Match im Fernsehen. Daraufhin begann er sich für den Tennissport und den serbischen Spieler zu begeistern, der noch heute als sein Vorbild zählt. Chung begann sich mit seinem älteren Bruder im Tennis zu messen. Die Ausübung des Sports wurde ihm auch von seinem Arzt geraten, da Chung seit frühester Kindheit an einer Augenschwäche leidet. Die grünen Planken rund um die Tennisplätze sollten seinen gereizten Sehnerv beruhigen. Chungs weiße Sportbrille, die er regelmäßig zu seinen Wettkämpfen trägt, entwickelte sich später zu seinem Markenzeichen.
Auf der ITF Junior Tour erreichte Chung das Finale der Einzelkonkurrenz von Wimbledon 2013, das er gegen Gianluigi Quinzi verlor.
Sein Debüt auf der ATP World Tour gab er 2013 in Malaysia, als er dank einer Wildcard im Hauptfeld startete. 2014 gab er sein Debüt für die südkoreanische Davis-Cup-Mannschaft.
Sein endgültiger Durchbruch als Tennisprofi gelang ihm im Jahr 2015. Er gewann vier Turniere auf der ATP Challenger Tour und beendete das Jahr auf Platz 51 der Weltrangliste. Im Jahr 2016 wurde er durch eine Knöchelverletzung zurückgeworfen und fiel aus den Top 100 der Weltrangliste. Das Jahr 2017 verlief wieder deutlich erfolgreicher. Er beendete das Jahr auf Platz 54 der Weltrangliste und erzielte den bis dahin größten Erfolg seiner Karriere mit dem Gewinn der ersten Ausgabe der Next Generation ATP Finals. Zudem scheiterte er bei den Australian Open 2018 erst im Halbfinale am späteren Titelträger Roger Federer.
Danach folgten allerdings weitere Rückschläge. In den Jahren 2018 und 2019 musste Chung Hyeon wegen einer Beinverletzung und anhaltender Rückenbeschwerden lange pausieren. Sein Comeback im Jahr 2020 verlief ebenfalls nicht nach Wunsch. Er nahm an insgesamt vier Challenger-Turnieren teil, jedoch war für ihn immer sofort nach der Auftaktrunde Schluss. Die Qualifikation für die French Open 2020 scheitere ebenfalls. Im Januar 2021 unterzog sich Chung einer Rückenoperation und trat bisher noch nicht erneut bei einem Tennisturnier an.

## Erfolge
| Legende (Anzahl der Siege)                           |
| Grand Slam                                           |
| ATP World Tour Finals Next Generation ATP Finals (1) |
| ATP World Tour Masters 1000                          |
| ATP World Tour 500                                   |
| ATP World Tour 250                                   |
| ATP Challenger Tour (9)                              |

| ATP-Titel nach Belag |
| Hartplatz (1)        |
| Sand (0)             |
| Rasen (0)            |

### Einzel

#### Turniersiege

##### ATP World Tour
| Nr. | Datum             | Turnier | Belag         | Finalgegner    | Ergebnis             |
| --- | ----------------- | ------- | ------------- | -------------- | -------------------- |
| 1.  | 11. November 2017 | Mailand | Hartplatz (i) | Andrei Rubljow | 3:45, 4:32, 4:2, 4:2 |

##### ATP Challenger Tour
| Nr. | Datum              | Turnier       | Belag         | Finalgegner     | Ergebnis  |
| --- | ------------------ | ------------- | ------------- | --------------- | --------- |
| 1.  | 31. August 2014    | Bangkok       | Hartplatz     | Jordan Thompson | 7:60, 6:4 |
| 2.  | 8. Februar 2015    | Burnie        | Hartplatz     | Alex Bolt       | 6:2, 7:5  |
| 3.  | 26. April 2015     | Savannah      | Sand          | James McGee     | 6:3, 6:2  |
| 4.  | 10. Mai 2015       | Busan         | Hartplatz     | Lukáš Lacko     | 6:3, 6:1  |
| 5.  | 27. September 2015 | Kaohsiung (1) | Hartplatz     | Yuki Bhambri    | 7:5, 6:4  |
| 6.  | 25. September 2016 | Kaohsiung (2) | Hartplatz     | Lee Duck-hee    | 6:4, 6:2  |
| 7.  | 13. November 2016  | Kōbe          | Hartplatz (i) | James Duckworth | 6:4, 7:62 |
| 8.  | 29. Januar 2017    | Maui          | Hartplatz     | Taro Daniel     | 7:63, 6:1 |
| 9.  | 4. August 2019     | Chengdu       | Hartplatz     | Yūichi Sugita   | 6:4, 6:3  |